# هوش یهودیان اشکنازی
این که آیا یهودیان اشکنازی هوش بالاتری از دیگر گروه‌های قومی دارند موضوع یک مجادلهٔ علمی بوده است. مقاله‌ای علمی در ۲۰۰۵، با عنوان «تاریخ طبیعی هوش اشکنازی،» بیان می‌کرد که یهودیان اشکنازی به عنوان یک گروه، بر اساس بیماریهای ارثی و شرایط اقتصادی ویژه‌شان در اروپای قرون وسطی هوش زبان شناختی و ریاضی بالاتر ولی هوش فضایی کمتری را نسبت به دیگر گروه‌های قومی به ارث می‌برند. در مقابل این فرضیه، توضیحاتی در خصوص بیماریهای مادرزادی بر حسب اثر مؤسس، توضیحاتی در خصوص موفقیتهای ذهنی با اشاره به ترویج دانشوری و آموختن در فرهنگ یهودی و شک در خصوص این که تفاوت گروهی در خصوص هوش واقعاً وجود دارد قرار دارند که با این فرضیه مخالف هستند.

## شواهد در خصوص تفاوت گروهی در زمینهٔ هوش
یکی از مبانی مشاهده‌ای این نتیجه‌گیری که یهودیان اشکنازی هوش بالایی دارند حضور پرشمار آنان در زمینه هاییست که نیازمند هوش بالا هستند. با این که تنها حدود ۲٪ از جمعیت آمریکا از تبار کامل یهودی اشکنازیست، ۲۷٪ از برندگان آمریکایی جایزه نوبل در قرن بیستم، ۲۵٪ از برندگان مدال فیلدز، ۲۵٪ از برندگان جایزه تورینگ انجمن ماشین‌های حسابگر، ۹ نفر از ۱۹ قهرمانی شطرنج جهان، و یک چهارم برندگان استعدادیابی علمی اینتل تبار کامل یا ناقص یهودی اشکنازی دارند.
یک شیوهٔ مستقیم تر اندازه‌گیری هوش استفاده از آزمون‌های روان‌سنجی است. مطالعات متفاوت  نتایج متفاوتی یافته‌اند، ولی بیشتر آنها در یهودیان اشکنازی هوش لغوی و ریاضی بالاتر از میانگین، و هوش فضایی پایین‌تر از میانگین یافته‌اند.
آی کیوی میانگین یهودیان اشکنازی برابر با 112–115 (Cochran et al.), و 107–115 (Murray; Entine) محاسبه شده است. مطالعه‌ای یافت که یهودیان اشکنازی هوش بینایی-فضایی بسیار معمولی دارند ولی آی کیوی لغوی شان این را با میانهٔ بالای ۱۲۵٫۶ جبران می‌کند.

## توضیحات ژنتیکی

### تاریخ طبیعیهوش اشکنازی
«تاریخ طبیعی هوش اشکنازی،» مقاله‌ای از گریگوری کاکران، جیسن هردی و هنری هارپندینگ استدلال می‌کرد که شرایط یکتایی که یهودیان اشکنازی در قرون وسطی در آن می‌زیستند هوش لغوی و ریاضی و نه هوش فضایی را انتخاب کرد. استدلال آنان چهار فرض اصلی دارد:
1. امروزه یهودیان اشکنازی آی کیوی ریاضی و لغوی متوسط بالا و شاخص شناختاری نامعمولی در قیاس با دیگر گروه‌های قومی از جمله یهودیان سفاردی و مزراحی دارند.
2. یهودیان اشکنازی در اروپا از ۸۰۰ تا ۱۶۵۰ اغلب گروه ژنتیکی ایزوله‌ای بودند. آنان به هنگام ازدواج با غیریهودیان، اغلب جامعه یهودی را ترک می‌کردند؛ اندک نایهودیانی در آن دوره با اجتماع آنها ازدواج کردند.
3. قانون یهودیان را از اشتغال به اغلب مشاغل از جمله زراعت و صنعت‌گری برحذر می‌داشت، و آنان را به امور مالی، مدیریت و تجارت بین‌الملل سوق می‌داد. خانواده‌های یهودی ثروتمند فرزندان بیشتری در مقایسه با یهودیان فقیر داشتند. زین رو، ژنهای خصایص شناختاری نظیر استعداد لغوی و ریاضی که فرد را در زمینه‌های اندکی که یهودیان می‌توانستند درشان کار کنند موفق می‌ساخت، غالب بودند؛ ژنهای خصایص نامربوط نظیر قابلیتهای فضایی-دیداری را فشار انتخابی کمتری نسبت به جمعیت عمومی پشتیبانی می‌کرد.
4. یهودیان اشکنازی امروزی از شماری از بیماریها و موتاسیونهای شناختاری با نرخی بیش از دیگر گروه‌های قومی رنج می‌برند، از جمله سندرم بلوم، آنمی فانکونی، برکا ۱، برکا ۲، بیماری تای ساکس، بیماری گوشه. اثرات این موتاسیونها فقط در مسیرهای سوخت‌وساز خاصی تجمع می‌کنند، که به نظر می رساندآنها از فشار انتخابی ناشی می‌شوند تا از رانش ژن. یک دسته از این امراض ذخیره اسفنگولیپید را تحت تأثیر قرار می‌دهد، یک اثر ثانویه آن افزایش رشد آسه‌ها و دارینه‌ها است. گفته شده حداقل یکی از امراض در این دسته، سندرم پیچش، با آی کیوی فوق‌العاده بالا همبستگی دارد. دسته دیگر تعمیر دی ان ای را دچار اختلال می‌کند، موتاسیون شدیداً خطرناکی که در هوموزیگوت‌ها کشنده است. مؤلفین حدس می‌زنند که این موتاسیونها با کاستن از جلوگیری از رشد طبیعی به هتروزیگوت‌ها منفعت شناختاری می‌دهند، منفعتی که بر هزینه‌هایش جز در محیطی که قویاً اجر بگیرد، نمی‌چربد.

پذیرش مقاله در بین دیگر دانشمندان متنوع بود. از کسانی که آن را درجا رد کردند تا کسانی که احتمال درست بودن آن را به رسمیت می‌شناسند و آن دارای ارزش برای تحقیق بیشتر می‌دانند.

## دگر تئوریهای تکاملی
دیگر شرح‌های تکاملی پیشنهادی عبارتند از: یک تاریخ فرهنگی طولانی مشوق دانشوری و آموختن؛ مشارکت استعداد مطالعه تورات در موفقیت اجتماعی در جوامع یهودی؛ اعمال هنجار دینی که پدران یهودی را ملزم به آموزش پسرانشان می‌کرد و مخارج بالایش منجر به گِرَوِشهای داوطلبانه شد و دلیل کاهش بخش بزرگی از اندازه جمعیت یهودی است؛ آزار تاریخی یهودیان در اروپا به طور نامتناسبی افراد با هوش کم را تحت تأثیر قرار داد.

## صفحات مرتبط
- نظریه اجداد یهودیان اشکنازی
- فهرست یهودیان برنده جایزه نوبل

## بیرون
- Did Discrimination Enhance Intelligence of Jews?, National Geographic
- "Are Jews Smarter?: What Genetic Science Tell Us", نیویورک (مجله)
- The evolution of intelligence: The high intelligence of Ashkenazi Jews may be a result of their persecuted past, economist.com
- Murray, Charles. Jewish Genius, Commentary magazine
- Saletan, William. Jewgenics: Jewish intelligence, Jewish genes, and Jewish values, Slate
- Haslinger, Kiryn. "A Jewish Gene for Intelligence?", ساینتیفیک آمریکن, 21 September 2005.